# Ketoprofen
Ketoprofenul este un antiinflamator nesteroidian care se distinge prin activitatea sa antiinflamatorie, analgezică și antipiretică. Inhibă sinteza prostaglandinelor și agregarea plachetară. 

## Indicații
Tratamentul simptomatic al reumatismului inflamator în puseu acut, în special poliartrita reumatoidă, spondilita anchilozantă. Tratamentul simptomatic al puseelor acute în artroze (coxartroze, gonartroze) dureri acute posttraumatice.

## Efecte secundare
Apar rareori și sunt de obicei de tip digestiv: dureri gastrice, greață, vărsături, constipație sau diaree. Cefalee, vertij, somnolență. Reacții cutanate alergice - mai rar - respiratorii (astm). 

## Contraindicații
- Alergie cunoscută la Ketoprofen sau alte inflamatoare nonsteroidiene.
- Ulcer gastroduodenal în evoluție. Insuficiență hepatică severă. Insuficiență renală severă.Sarcină
- Contraindicație absolută: În ultimul trimestru al sarcinii, datorită riscului de toxicitate cardiopulmonară și renală pentru făt (comună tuturor preparatelor inhibitoare de prostaglandine).

## Interacțiuni medicamentoase
Asocieri nerecomandate: alte AINS; anticoagulante orale, heparină, ticlopidină; dispozitive contraceptive intrauterine (sterilet); preparate de litiu; metotrexat. Asocieri ce impun prudență: antihipertensive (beta-blocante, inhibitori ai enzimei de conversie); diuretice (hidratare corectă la debutul terapiei cu Ketoprofen).
Mod de administrare: 
100-200 mg pe zi, 1 injecție la 12 ore.